# Cortusa brotheri
Cortusa brotheri là một loài thực vật có hoa trong họ Anh thảo. Loài này được Pax ex Lipsky mô tả khoa học đầu tiên năm 1901.